# Afrička ivančica
Afrička ivančica (Ostejospermum, sunčica, sunčana djevojka; lat. Osteospermum), biljni rod iz porodice glavočika (Asteraceae) raširen po tropskoj i južnoj Africi
To su zimzelene trajnice nalik ivančici. Kod nas se uzgajaju kao jednogodišnje biljke jer ne mogu prezimiti zimu zbog hladnije klime, osim uz obalu i na otocima.
Na popisu je 75 vrsta. Vrsta Osteospermum ecklonis (“kapska margerita”), možda je sinonim za Dimorphotheca ecklonis DC.

## Vrste
1. Osteospermum acanthospermum (DC.) Norl.
2. Osteospermum aciphyllum DC.
3. Osteospermum afromontanum Norl.
4. Osteospermum amplectens (Harv.) Norl.
5. Osteospermum angolense Norl.
6. Osteospermum apterum (B.Nord.) J.C.Manning & Goldblatt
7. Osteospermum armatum Norl.
8. Osteospermum asperulum (DC.) Norl.
9. Osteospermum attenuatum Hilliard & B.L.Burtt
10. Osteospermum auriculatum (S.Moore) Norl.
11. Osteospermum australe B.Nord.
12. Osteospermum bidens Thunb.
13. Osteospermum bolusii (Compton) Norl.
14. Osteospermum breviradiatum Norl.
15. Osteospermum burttianum B.Nord.
16. Osteospermum calcicola (J.C.Manning & Goldblatt) J.C.Manning & Goldblatt
17. Osteospermum calendulaceum L.f.
18. Osteospermum ciliatum P.J.Bergius
19. Osteospermum connatum DC.
20. Osteospermum corymbosum L.
21. Osteospermum crassifolium (O.Hoffm.) Norl.
22. Osteospermum dentatum Burm.f.
23. Osteospermum elsieae Norl.
24. Osteospermum fruticosum (L.) Norl.
25. Osteospermum grandidentatum DC.
26. Osteospermum grandiflorum DC.
27. Osteospermum hafstroemii Norl.
28. Osteospermum herbaceum L.f.
29. Osteospermum hirsutum Thunb.
30. Osteospermum hispidum Harv.
31. Osteospermum hyoseroides (DC.) Norl.
32. Osteospermum ilicifolium L.
33. Osteospermum imbricatum L.
34. Osteospermum incanum Burm.f.
35. Osteospermum junceum Thunb. ex Harv. & Sond.
36. Osteospermum karrooicum (Bolus) Norl.
37. Osteospermum lanceolatum DC.
38. Osteospermum leptolobum (Harv.) Norl.
39. Osteospermum microcarpum (Harv.) Norl.
40. Osteospermum microphyllum DC.
41. Osteospermum moniliferum L.
42. Osteospermum monocephalum (Oliv. & Hiern) Norl.
43. Osteospermum monstrosum (Burm.f.) J.C.Manning & Goldblatt
44. Osteospermum montanum Klatt ex Schinz
45. Osteospermum muricatum E.Mey. ex DC.
46. Osteospermum namibense Swanepoel
47. Osteospermum nervosum (Hutch.) Norl.
48. Osteospermum nordenstamii J.C.Manning & Goldblatt
49. Osteospermum norlindhianum J.C.Manning & Goldblatt
50. Osteospermum nyikense Norl.
51. Osteospermum oppositifolium (Aiton) Norl.
52. Osteospermum pinnatilobatum Norl.
53. Osteospermum polycephalum (DC.) Norl.
54. Osteospermum polygaloides L.
55. Osteospermum polypterum (DC.) R.Sadler
56. Osteospermum potbergense A.R.Wood & B.Nord.
57. Osteospermum pterigoideum Klatt
58. Osteospermum pyrifolium Norl.
59. Osteospermum rigidum Aiton
60. Osteospermum rosulatum Norl.
61. Osteospermum rotundifolium (DC.) Norl.
62. Osteospermum sanctae-helenae Norl.
63. Osteospermum scariosum DC.
64. Osteospermum sinuatum (DC.) Norl.
65. Osteospermum spathulatum (DC.) Norl.
66. Osteospermum spinescens Thunb.
67. Osteospermum spinigerum (Norl.) Norl.
68. Osteospermum spinosum L.
69. Osteospermum striatum Burtt Davy
70. Osteospermum subulatum DC.
71. Osteospermum thodei Markötter
72. Osteospermum tomentosum (L.f.) Norl.
73. Osteospermum triquetrum L.f.
74. Osteospermum vaillantii (DC.) Norl.
75. Osteospermum volkensii (O.Hoffm.) Norl.